# Frequency (série de televisão)
Frequency é uma série de televisão americana exibida pela emissora The CW. Inspirada no filme de 2000 de mesmo nome dirigido por Gregory Hoblit, a série é desenvolvida por Jeremy Carver e teve sua estreia em 5 de outubro de 2016.
Em 8 de maio de 2017, a série foi cancelada pela The CW.

## Sinopse
Em 2016, a Detetive Raimy Sullivan descobre que consegue falar com seu falecido pai, Frank Sullivan, em 1996, através de seu velho rádio. Suas tentativas de salvar a vida dele acionam um "efeito borboleta", mudando o presente de maneira inesperada. Para corrigir os danos causados, ela deve trabalhar com seu pai ao longo do tempo para resolver um caso de assassinato de décadas.

## Elenco e personagens

### Principal
- Peyton List como Raimy Elizabeth Sullivan[3]
- Riley Smith como Francis Joseph "Frank" Sullivan
- Devin Kelley como Julie Elizabeth Sullivan
- Mekhi Phifer como Satch Reyna
- Anthony Ruivivar como Stan Moreno
- Lenny Jacobson como Gordo
- Daniel Bonjour como Daniel Lawrence

### Recorrente
- Ada Breker como Raimy (jovem)
- Sandy Robson como Mike Rainey
- Brad Kelly como "Pequeno Jay" Garza
- Alexandra Metz como Maya Gowan
- Michael Charles Roman como Thomas Goff
- Melinda Page Hamilton como Marilyn Goff
- Britt McKillip como Meghan (jovem)
- Kenneth Mitchell como Joe Hurley
- Rob Mayes como Kyle Moseby[4]

## Recepção

### Resposta da crítica
Frequency recebeu críticas bastante positivas dos críticos. O site Rotten Tomatoes deu para a série uma pontuação de 75% com base em 24 avaliações. O consenso diz: "A linha do tempo confusa de Frequency e a estrutura dramática bastante familiar são compensadas por uma atuação sólida e uma premissa intrigantemente carregada". No site Metacritic, a série tem uma média ponderada de 64/100 com base em 21 avaliações, indicando "críticas favoráveis".